# Jerzy Ney-Karkowski
Jerzy Ney-Karkowski właśc. Jerzy Karkowski (ur. 30 lipca 1904 w Warszawie, zm. 4 lutego 1978 w Rzymie) – polski tancerz i choreograf, żołnierz Polskich Sił Zbrojnych na Zachodzie.

## Życiorys
W latach 1929-1935 współtworzył duet taneczno-akrobatyczny Ney, w którym jego partnerkami były kolejno: Janina Ostoja-Starzewska ps. Ina Ney (1929-1934), Bożena Alesso i Janina Łukasiewicz. Duet występował w Warszawskich teatrach rewiowych: Morskie Oko (1929-1931), Wesołe Oko (1931-1932), Kameleon (1932), Miki (1932), Alhambra (1933), Cyganeria (1933), Hollywood (1933, 1935), Nowy Momus (1934), Wielka Rewia (1934, 1935) oraz gościnnie w m.in. Poznaniu, Wilnie, Płocku i Łodzi. Natomiast w latach 1935-1939 Ney-Karkowski był członkiem zespołu baletowego Feliksa Parnella. Jako tancerz wystąpił również w filmach Janko Muzykant (1930), Cham (1931) i Dziesięciu z Pawiaka (1931).
Po wybuchu II wojny światowej znalazł się na terenach okupowanych przez Związek Radziecki. Z nową partnerką Sławą Ney (Sikorską) występował w lwowskim Teatrze Miniatur, a od 1940 roku w białostockim zespole Jazz Teatralizowany pod kierunkiem Kazimierza Krukowskiego, z którym odbył tournee po ZSRR. Po ataku Niemiec na Związek Radziecki w czerwcu 1941 roku wstąpił do Armii Andersa w ZSRR. Następnie służył w szeregach 2 Korpusu Polskich Sił Zbrojnych na Zachodzie, biorąc udział m.in. w bitwie o Monte Cassino. Występował w wojskowych zespołach artystycznych: Czołówka oraz Polska Parada (Polish Parade) pod kierunkiem Feliksa Konarskiego, grając dla polskich i alianckich jednostek na Bliskim Wschodzie i Włoszech. Był również tancerzem i choreografem Teatru Polowego Kazimierza Krukowskiego, występując w Wielkiej Brytanii (1946-1947).
Po zakończeniu wojny nie powrócił do Polski. W 1947 roku wraz ze Sławą Ney (Sikorską) odbył tournee po krajach Bliskiego Wschodu. Następnie ożenił się z Włoszką, Claudią Ney, z którą do 1958 roku występował w Europie i na Biskim Wschodzie.